# Рамос, Хосе
Хосе́ Рамос (исп. José Ramos; 1918, Кильмес — 11 мая 1969, Ломас-де-Самора) — аргентинский футболист, полузащитник.

## Карьера
Хосе Рамос начал карьеру в 1936 году в молодёжном составе клуба «Ланус». Оттуда он ушёл в «Ривер Плейт», где два сезона играл за молодёжную команду. В 1938 году футболист привлекался в основу клуба, но не провёл за команду ни одной встречи. В 1938 году Рамос возвратился в «Ланус», за который провёл 29 матчей и забил 1 гол. В 1939 году он во второй раз стал игроком «Ривер Плейта». Первоначально Рамос играл слева в защите, но затем перешёл в центр полузащиты. Вместе с Норберто Яконо и Бруно Родольфи, а позже c Нестором Росси он создал одну из сильнейших средних линий в истории клуба, который в тот период называли «Ла Макина». Эта команда за 5 лет трижды выиграла чемпионат Аргентины. Рамос выступал за клуб до 1952 года, проведя 301 матч и забив 18 голов.
В составе сборной Аргентины Рамос провёл 11 матчей. Он был участником двух чемпионатов Южной Америки. В первенстве 1942 года он провёл все 6 матчей, а его команда выиграла серебряные медали. В чемпионате 1946 года Хосе сыграл только первую встречу с Парагваем (2:0), а остальные матчи провёл на скамье запасных. На том турнире аргентинцы завоевали первое место.

## Клубная статистика
| Сезон | Клуб        | Лига    | Чемпионат | Чемпионат |
| Сезон | Клуб        | Лига    | Игры      | Голы      |
| ----- | ----------- | ------- | --------- | --------- |
| 1938  | Ривер Плейт | Примера | 0         | 0         |
| 1939  | Ланус       | Примера | 29        | 1         |
| 1939  | Ривер Плейт | Примера | 1         | 1         |
| 1940  | Ривер Плейт | Примера | 20        | 1         |
| 1941  | Ривер Плейт | Примера | 29        | 5         |
| 1942  | Ривер Плейт | Примера | 26        | 3         |
| 1943  | Ривер Плейт | Примера | 25        | 1         |
| 1944  | Ривер Плейт | Примера | 29        | 0         |
| 1945  | Ривер Плейт | Примера | 29        | 1         |
| 1946  | Ривер Плейт | Примера | 24        | 1         |
| 1947  | Ривер Плейт | Примера | 29        | 4         |
| 1948  | Ривер Плейт | Примера | 20        | 0         |
| 1949  | Ривер Плейт | Примера | 22        | 1         |
| 1950  | Ривер Плейт | Примера | 25        | 0         |
| 1951  | Ривер Плейт | Примера | 12        | 0         |
| 1952  | Ривер Плейт | Примера | 10        | 0         |

## Достижения
- Чемпион Аргентины: 1941, 1942, 1945, 1947, 1952
- Обладатель Кубка Альдао: 1941, 1945, 1947
- Чемпион Южной Америки: 1946